# Cape Town Street Circuit
Der Cape Town Street Circuit ist eine Motorsport-Rennstrecke in Kapstadt, Südafrika. 2023 fand auf dem Straßenkurs eine Runde der FIA-Formel-E-Weltmeisterschaft statt.

## Geschichte
Am 4. März 2022 wurde das Streckenlayout vorgestellt, das im Kapstädter Waterfront-Viertel rund um das Kapstadt-Stadion liegt. Am 25. Februar 2023 fand dort der Kapstadt E-Prix statt. Die Strecke galt als vergleichsweise schneller Stadtkurs bei dem enge Passagen mit scharfen Kurven und wenigen Rekuperationsmöglichkeiten kombiniert wurden. Die Piste hatte im Vergleich zu anderen Strecken einen vergleichsweise großen Vollstromanteil. Auf 2,927 Kilometern mussten insgesamt 13 Kurven bewältigt werden.
Obwohl die Strecke bei teilnehmern und Zuschauern großen Anklang fand, wurde sie 2024 nicht mehr im Kalender berücksichtigt, nachdem es zu finanziellen Schwierigkeiten mit dem Veranstalter gekommen war die zu einem erheblichen Verlust bei der Veranstaltung führten.